# جلوة توتينية
الجلوة التوتنية (باللاتينية: Atractylis tutinii) نوع نباتي يتبع جنس الجلوة من الفصيلة النجمية.

## الموئل والانتشار
ينتشر في إسبانيا.